# 東京国際郵便局
東京国際郵便局（とうきょうこくさいゆうびんきょく、英称：TOKYO INTERNATIONAL POST OFFICE）は、東京都江東区新砂にある郵便局である。

## 概要
住所：〒138-8799　東京都江東区新砂3-5-14
- 国際郵便の交換業務を専門に取り扱う「国際郵便交換局」（無集配普通郵便局）として千代田区大手町に開局。
- 旧局舎当時は一般の郵便局と同様に窓口を常設していたが、郵便および郵便貯金のみ取扱を行っており、簡易保険については取扱を行わない郵便局であった。
- 2005年（平成17年）、隣接する日本郵政公社東京支社が港区麻布台の飯倉分館へ移転した後を追うように、江東区新砂の新東京郵便局の近隣に新局舎を建設、移転した。なお、移転後は郵便貯金の取扱を廃止したため郵便事業専門の郵便局となり、常設の窓口を設けずゆうゆう窓口のみ開設となった。

### 分室
現在は無し。以下は過去に存在した分室である。 
- 成田分室 - 1985年（昭和60年）7月1日に廃局。同日、成田国際空港郵便局を開局したが、2013年に廃止した。

## 沿革
- 1968年（昭和43年）10月28日 - 千代田区大手町2-3-3（東京郵政局庁舎の隣接地）に東京国際郵便局として開局。当時の郵便番号は「〒100-31」、後に7桁化により「〒100-3199」へ変更。
- 2005年（平成17年）10月10日 - 江東区新砂の新東京郵便局新砂分室（作業分室）跡地に建設した新局舎へ移転、郵便番号を「〒138-8799」へ変更。
同日、郵便貯金の取扱を廃止。なお、新局舎には常設の窓口を設置せず、ゆうゆう窓口のみ開設。
- 2007年（平成19年）10月1日 - 民営化に伴い郵便事業株式会社の支店となり、名称を東京国際支店に改称。
- 2012年（平成24年）10月1日 - 郵便事業株式会社と郵便局株式会社の統合に伴い日本郵便株式会社の郵便局となり、名称を東京国際郵便局に改称。
- 2013年（平成25年）6月17日 - 外国来航空小包の国際郵便交換業務を川崎東郵便局に移管[1]。

## 風景印
『万国郵便連合のマーク』『富士山』『桜』である。

## 周辺
- 新東京郵便局 - 1990年（平成2年）8月6日開局。

## アクセス
- 東京メトロ東西線南砂町駅より徒歩約13分